# Naranjito (Honduras)
Naranjito es un municipio del departamento de Santa Bárbara en la República de Honduras.

## Toponimia
Su nombre proviene de la producción de la naranja que abundan la región.

## Límites
| Orientación | Límite                                 |
| ----------- | -------------------------------------- |
| Norte       | Municipio de Protección, Santa Bárbara |
| Sur         | Municipio de Lepaera, Lempira          |
| Este        | Municipio de Atima, Santa Bárbara      |
| Este        | Municipio de San Luis, Santa Bárbara   |
| Oeste       | Municipio de San Nicolás, Copán        |
| Oeste       | Municipio de Trinidad de Copán, Copán  |
| Oeste       | Municipio de San José, Copán           |

## Economía
En este lugar se cultiva café, algunas cosechas de maíz y frijoles, habiendo también ganadería y producción de lácteos. 

## Turismo
En este pueblo destaca la presencia de una iglesia católica enfrente del parque central, que fue construida hace casi 200 años. En las inmediaciones del pueblo en una pequeña aldea del municipio se encuentra un lugar que destaca.
| Interés    | Lugar                               |
| ---------- | ----------------------------------- |
| Religioso  | Iglesia Católica                    |
| Religioso  | Iglesia Católica Santiago de Posta  |
| Religioso  | Iglesia Católica San Isidro         |
| Religioso  | Ermita de San Antonio               |
| Religioso  | La Cruz del Calvario                |
| Geográfico | El Cerro el Filo                    |
| Geográfico | El Cerro La Tijerilla (Las Antenas) |
| Geográfico | Cuevas de Resumidero                |
| Geográfico | El Río Jicatuyo (Posta)             |
| Geográfico | Quebrada del Rancho                 |
| Geográfico | Quebrada del Plan                   |
| Geográfico | Aguas Termales                      |
| Geográfico | El Pozo el Higo                     |
| Recreación | Plaza Central                       |
| Recreación | La Planada                          |
| Recreación | Parque Infantil (La Planada)        |
| Recreación | Campo de fútbol                     |
| Recreación | La clínica                          |

## Transporte
Naranjito está muy bien conectado al sistema de transporte ya que existen tres empresas que comunican al pueblo con las ciudades más próximas .
- Empresa de Transportes Torito
- Empresa de Transportes Copaneco
- CITEC

## División Política
Aldeas: 12 (2013)
Caseríos
| Código | Aldea               |
| ------ | ------------------- |
| 161401 | Naranjito           |
| 161402 | Camacal             |
| 161403 | El Nisperal         |
| 161404 | El Portillo         |
| 161405 | Jimilile            |
| 161406 | Las Crucitas        |
| 161407 | Quebrada del Rancho |
| 161408 | San Isidro          |
| 161409 | San Juan            |
| 161410 | Santa Ana           |
| 161411 | Santiago de Posta   |
| 161412 | Ulapa               |
|        | Los Corrales        |
|        | Nuevo Cultural      |